# 綠映水漾公園

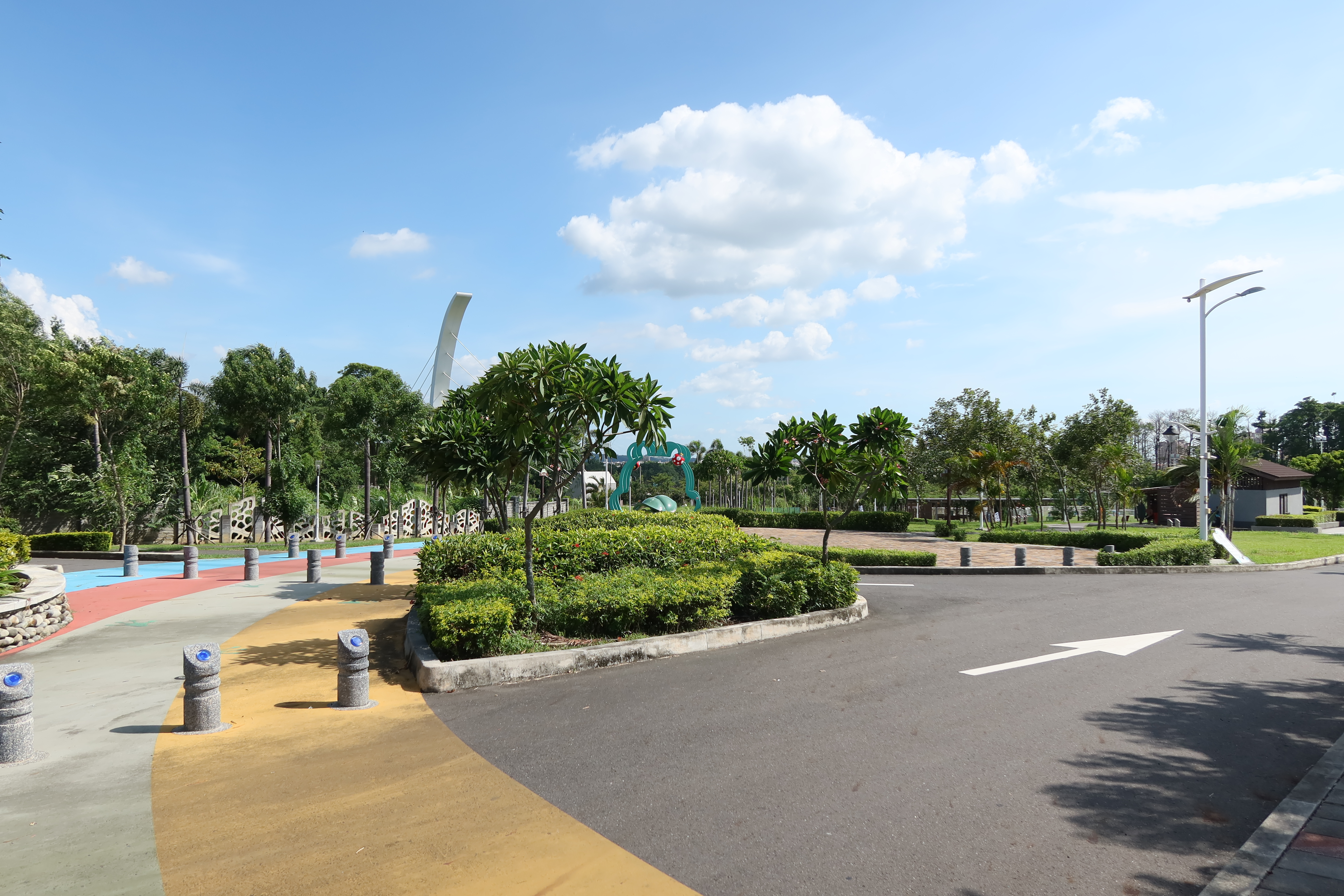
綠映水漾公園

綠映水漾公園是位於臺灣嘉義市東區八掌溪畔的公園，於2020年8月6日正式啟用。而在增設了犬隻活動設施後，該座公園也成為嘉義市首座寵物公園。

## 沿革
綠映水漾公園的所在地過去是彌陀禪寺旁的墳墓區。在墳墓遷葬之後，嘉義市政府進行綠映水漾公園新建工程，該工程獲得經濟部水利署水環境計畫補助核定總金額計新臺幣9000萬元。嘉義市政府在2018年6月發包「八掌溪人行景觀橋周邊環境改善」工程，並搭配第五河川局「魅力河段打造計劃」，將八掌溪從軍輝橋到忠義橋之間的河段規劃為帶狀親水遊憩區。最後工程在2018年8月31日動工，2020年6月5日完工。2020年8月6日，舉行啟用典禮。
後來因為嘉義市政府打造動物友善城市的政策，而在該公園預計耗資510萬元（完工後計耗資521萬元）打造寵物公園。該工程於2022年12月3日動工，之後寵物公園區域在2023年5月21日正式啟用。

## 園區設施
綠映水漾公園面積2.48公頃，該公園的設計元素以嘉義當地生態為概念，例如以諸羅樹蛙與植栽主題雕塑做為入口意象。此外該公園的動線動線採用人車分離並廣設停車格及公廁，人行空間及自行車道採友善坡道設計。

### 彌陀映月橋

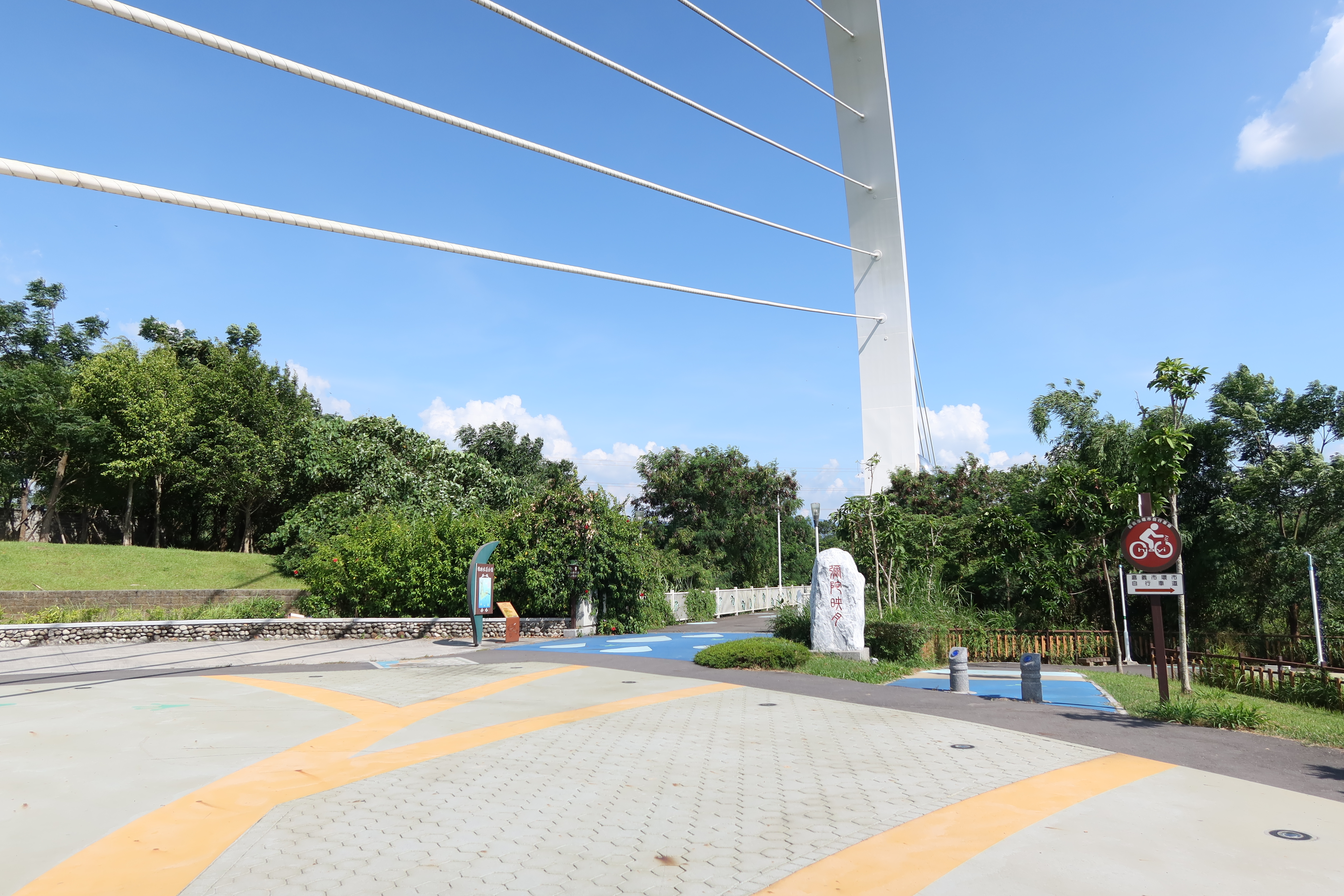
彌陀映月橋出入處

彌陀映月橋是橫跨八掌溪的人行景觀斜張橋，號稱重現昔日諸羅八景中的「鷺橋觀浪」。興建工程從2017年10月動工，耗時約1年半。之後在2018年9月15日晚上舉行通行啟用典禮暨音樂晚會。
彌陀映月橋全長222公尺，跨河主跨徑115公尺，橋塔高約50公尺，造價約1.04億元，防震7級防風17級，橋樑名稱是由嘉義市政府舉辦的景觀橋及周邊景觀廣場命名票選活動結果選出。
橋樑落成時，橋北的墓葬區尚未完成遷葬。綠映水漾公園落成後，該橋成為自中埔鄉進入綠映水漾公園的入口。

### 寵物公園

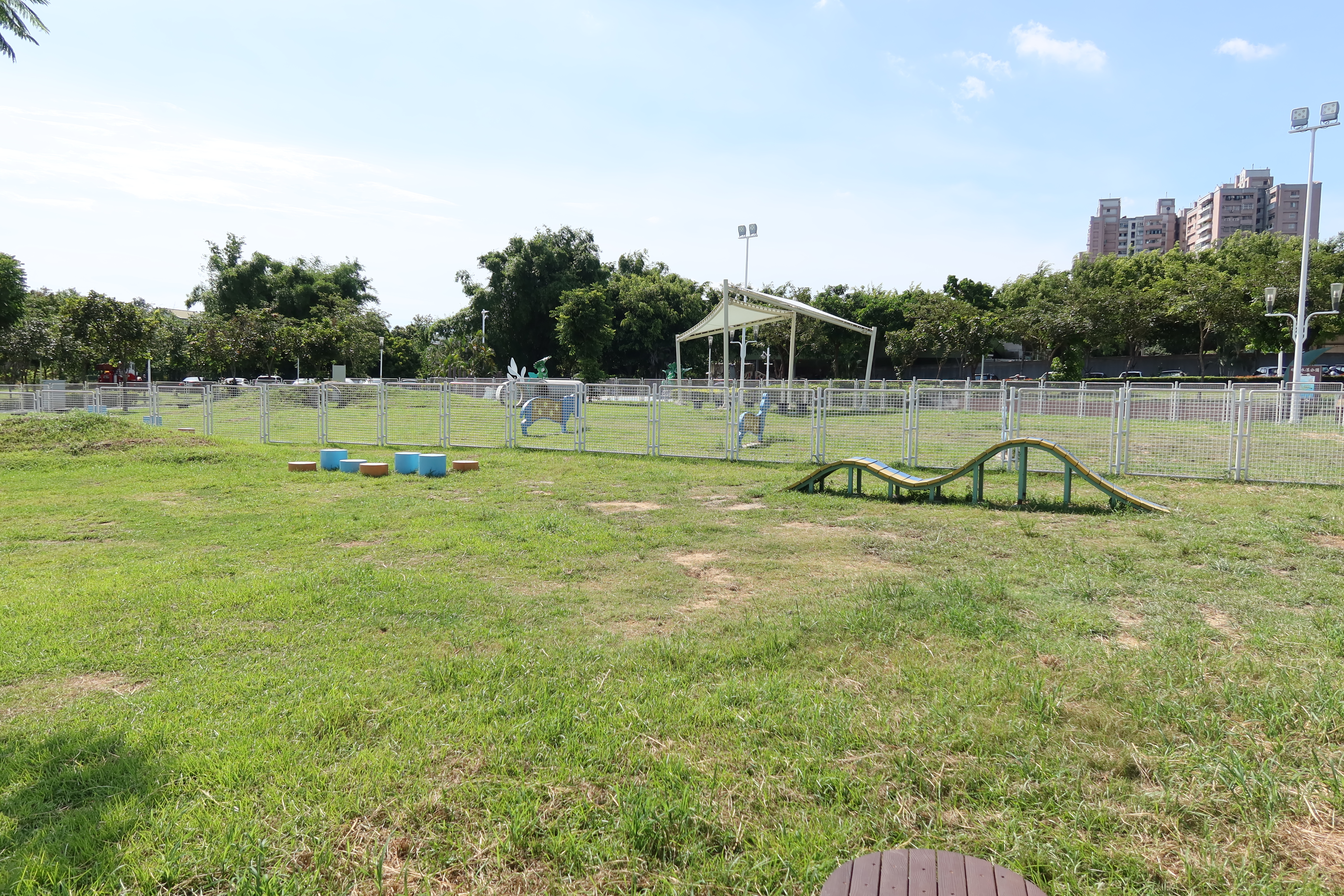
寵物公園

該公園的寵物公園區域整體配置包含專屬大型犬（9公斤以上）、小型犬（9公斤以下）的放電草坪，以及相應的訓練區及照護區等。另外還有提供RO飲水設施的棚架休憩區，設有狗便袋封閉式垃圾桶及運動完還可洗手腳的清潔區。